# Mer de Barents
Pour les articles homonymes, voir Barentz.
La mer de Barents (ou plus rarement de Barentz ou de Barentsz) est une mer bordière de l'océan Arctique située au nord de la Norvège (Finnmark) et de la Russie occidentale (oblast de Mourmansk et district autonome de Nénétsie). Elle s'étend jusqu'au Svalbard au nord-ouest et à la terre François-Joseph au nord-nord-est, tandis qu'elle est limitée à l'est par la Nouvelle-Zemble et l'île Vaïgatch au sud-est, ces dernières étant situées en mer de Kara.

## Géographie
Elle est nommée d'après le navigateur néerlandais Willem Barents. Elle est constituée d'un plateau assez peu profond (avec une profondeur de 230 m en moyenne), délimité par la mer de Norvège à l'ouest, l'archipel norvégien de Svalbard au nord-ouest, l'archipel François-Joseph au nord-nord-est et la Nouvelle-Zemble à l'est.
Au sud de la mer de Barents se trouvent les ports de Mourmansk (Russie) et de Vardø (Norvège), qui restent libres de glace durant toute l'année grâce à la dérive nord-atlantique relativement chaude, ce qui en a fait des emplacements stratégiques pour les marines nationales. La mer entière est plus ou moins complètement libre de glace en septembre. Le territoire de la Finlande s'étendait jusqu'à la côte de la mer jusqu'à la guerre d'Hiver ; le port de Petsamo était alors le seul port finlandais libre de glace pendant l'hiver.
L'Organisation hydrographique internationale définit les limites de la mer de Barents de la façon suivante :
- À l'ouest : la limite nord-est de la mer de Norvège, soit une ligne joignant la pointe méridionale du Spitzberg occidental (76° 33′ 18″ N, 16° 44′ 20″ E) au cap Nord de l'île aux Ours ; puis, passant à travers cette île, jusqu'au cap Bull (74° 20′ 18″ N, 19° 03′ 38″ E) ; et de là, jusqu'au cap Nord en Norvège.
- Au nord-ouest : la côte est du Spitzberg occidental ; le détroit d'Hinlopen jusqu'au 80° de latitude Nord ; puis le long des côtes sud et est de la terre du Nord-Est jusqu'au cap Leigh Smith (80° 08′ 41″ N, 26° 46′ 23″ E).

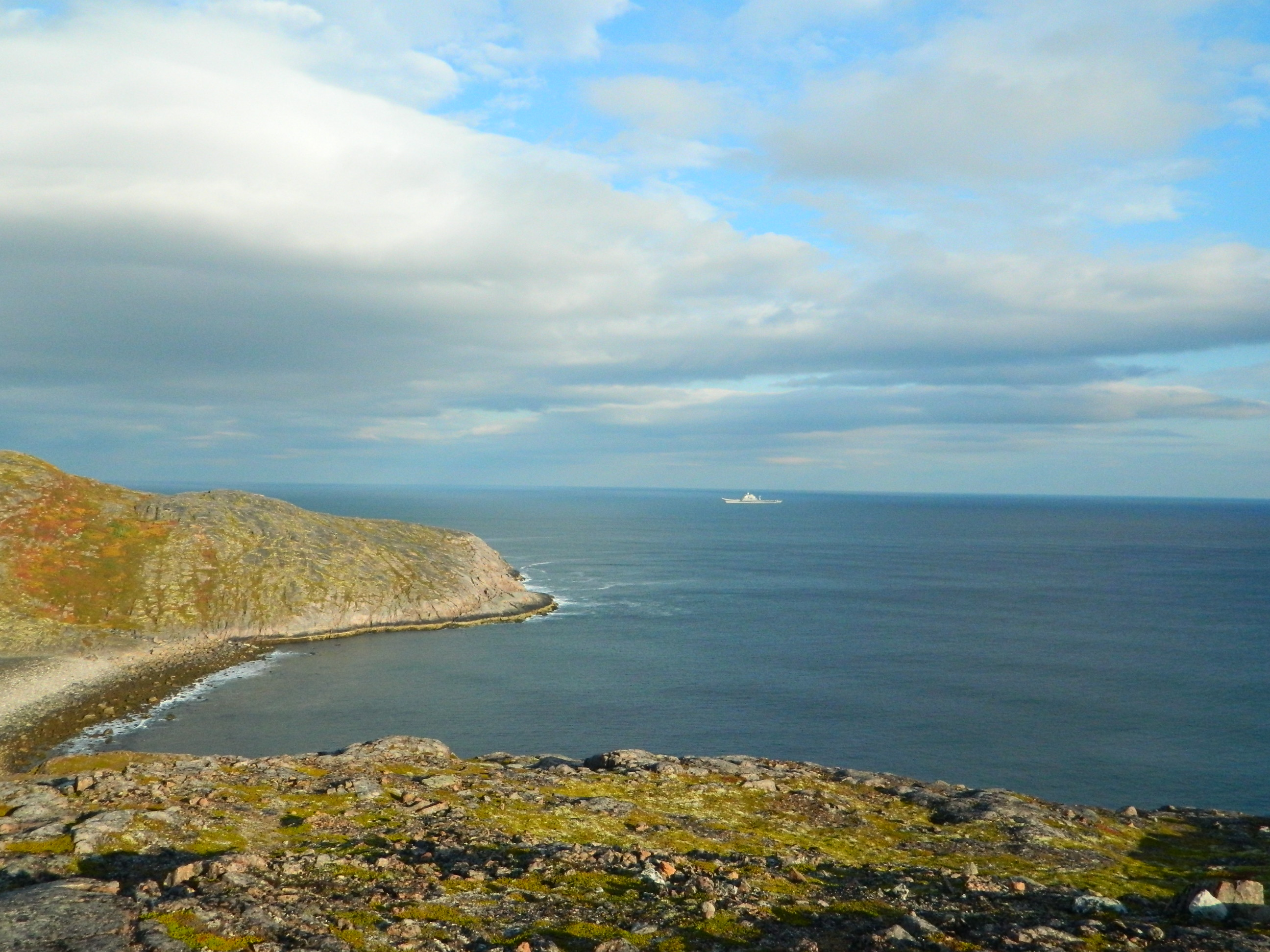
Golfe de la mer de Barents depuis le village de Teriberka (presqu'île de Kola).

- Au nord : partant du cap Leigh Smith à travers les îles Storøya, Kvitøya et Victoria jusqu'au cap Mary Harmsworth (en), à l'extrémité sud-ouest de la terre Alexandra ; puis le long des côtes nord de la terre François-Joseph jusqu'au cap Kohlsaat (81° 00′ 45″ N, 65° 23′ 13″ E), sur l'île Graham Bell.
- À l'est : du cap Kohlsaat au cap Jelania ; puis le long des côtes ouest et sud-ouest de la Nouvelle-Zemble jusqu'au cap Koussov Nos ; puis de là, la ligne aboutissant au cap de l'entrée ouest de la baie Dolgaïa (70° 15′ 24″ N, 58° 25′ 26″ E) sur l'île Vaïgatch ; puis à travers l'île Vaïgatch jusqu'au cap Greben ; et de là au Cap Bely Nos (69° 35′ 58″ N, 60° 11′ 45″ E) sur la terre ferme.
- Au sud : la limite nord de la mer Blanche, soit la ligne entre le cap Sviatoï Nos, sur la côte de Mourmansk (68° 09′ 30″ N, 39° 44′ 28″ E), et le cap Kanine.

## Biologie
Il y a trois types principaux de masses d'eau dans la mer de Barents : de l'eau chaude et saline de l'océan Atlantique (température > 3 °C, salinité > 35 g kg−1) de la dérive nord-atlantique, de l'eau froide arctique (température < 0 °C, salinité < 35 g kg−1), et de l'eau chaude des côtes, pas très saline (température > 3 °C, salinité < 34,7 g kg−1). Il existe un front où les eaux atlantiques et arctiques convergent, le front polaire (en). Dans l'ouest de la mer (près de l'Île aux Ours), ce front est déterminé par la topographie du fond et est par conséquent assez stable d'année en année, tandis qu'à l'est (près de la Nouvelle-Zemble), il peut être assez diffus et change de position toutes les années.
La mer a une biologie très active comparée aux mers d'une latitude similaire due à la dérive nord-atlantique. L'explosion printanière du phytoplancton peut commencer assez tôt près du début de la débâcle de la glace parce que l'eau de la glace en train de fondre crée une couche stable d'eau fraîche au-dessus de l'eau de mer saline. Le phytoplancton est mangé par le zooplancton (Calanus finmarchicus, Calanus glacialis (nl), Calanus hyperboreus (nl), Oithona), et par le krill. Le zooplancton est à son tour mangé par la morue atlantique, la morue polaire, le capelan, les baleines, et le mergule nain. Le capelan en particulier est très important car proie de la morue, du phoque du Groenland, et des oiseaux de mer comme le guillemot de Troïl, le guillemot de Brünnich. La pêcherie de la mer de Barents, en particulier celle de la morue, est très importante pour la Norvège et la Russie.

## Géopolitique

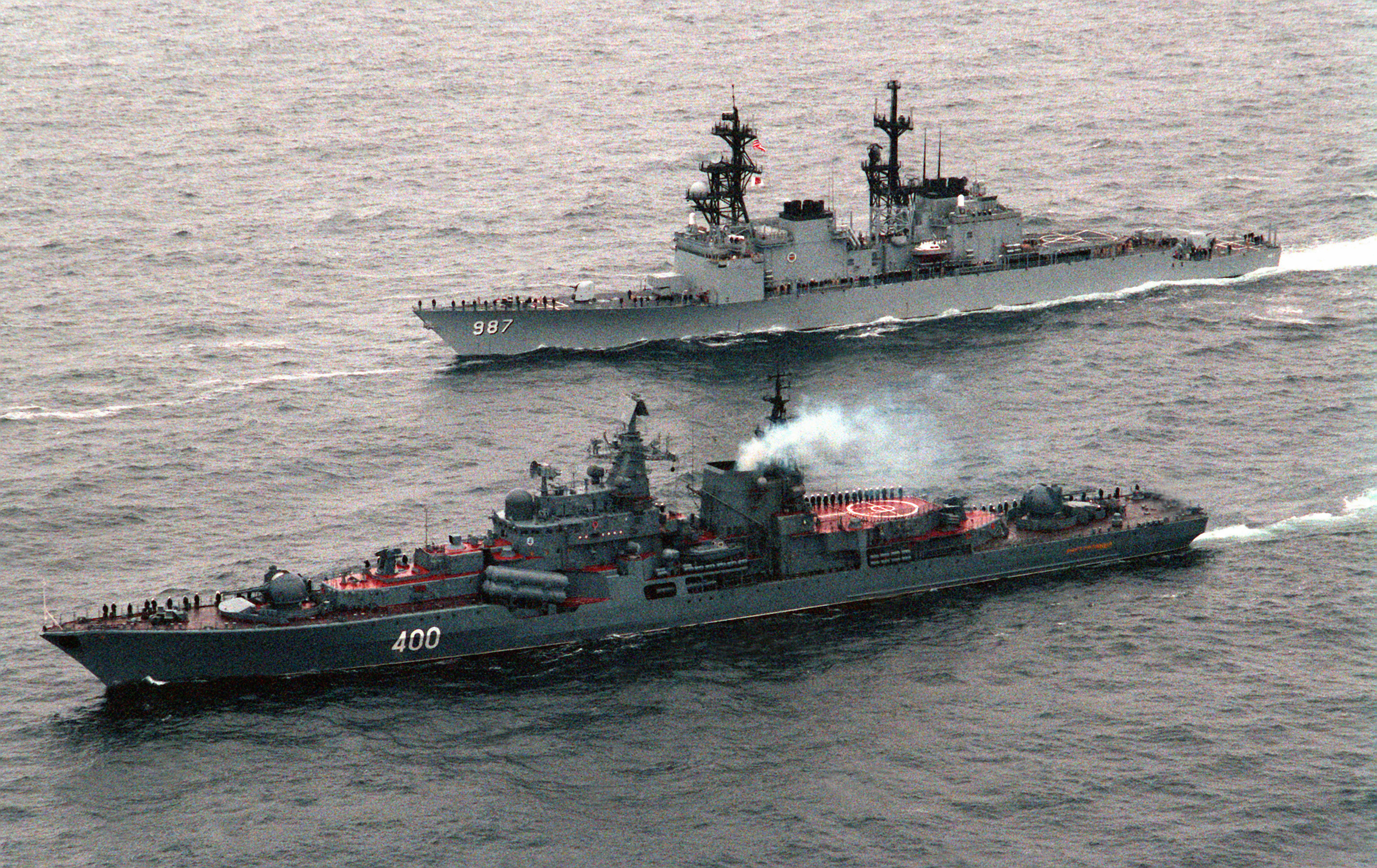
Les destroyers Rastoropny (Russie) et O'Bannon (US) au large de Severomorsk (1992).

Au cours de la Seconde Guerre mondiale, la mer de Barents a été le théâtre de nombreuses opérations navales. Parmi les différents affrontements s'y étant déroulés, on trouve la bataille de la mer de Barents à la fin de l'année 1942 qui met aux prises la Royal Navy à la Kriegsmarine.
Pendant la guerre froide, la flotte du Nord de la marine soviétique utilisa le Sud de la mer comme bastion naval de ses sous-marins à missiles, une stratégie que le gouvernement russe continue. La contamination de la mer de Barents par des déchets nucléaires provenant des réacteurs nucléaires de la marine russe est un problème écologique préoccupant.
Ce problème est décuplé par les difficultés économiques de l'État russe depuis la chute de l'URSS qui rendent insuffisant l'entretien des navires et sous-marins comme semblent l'indiquer les accidents et naufrages des années 2000 :
- naufrage du sous-marin K-141 Koursk (12 août 2000) ;
- naufrage du sous-marin russe K-159 désarmé et remorqué vers un chantier de démontage (30 août 2003) ;
- avarie grave du croiseur russe lance-missiles à propulsion nucléaire de classe Kirov Pierre le Grand (Piotr Veliki) (24 mars 2004).

### Réserves pétrolières
La recherche de pétrole dans la mer commença dans les années 1970. Des découvertes de gisements furent faites des côtés russe et norvégien. Le premier à entrer en production fut celui de Snøhvit en territoire norvégien. Le plus grand est celui de Chtokman, qui appartient aux Russes. Au printemps 2010 et début 2011, la société pétrolière norvégienne Statoil a annoncé d'importantes découvertes de pétrole dans les champs de Skrugard et de Havis (entre 200 et 300 millions de barils pour chacun d'eux) situés à environ 200 kilomètres des côtes septentrionales de la Norvège.
La frontière entre la Norvège et la Russie concernant le plateau continental était disputée, les Norvégiens préférant la ligne médiane et les Russes un secteur basé sur les méridiens. Un traité a finalement été conclu en 2010 entre les deux pays précisant leur frontière maritime. Il partage équitablement une zone de 175 000 km2.

## Exploration spatiale
La Russie a effectué trois vols orbitaux depuis la mer de Barents, ce depuis des sous-marins nucléaires en plongée, équipés de lanceurs Shtil et Volna. Le premier lancement de ce type eut lieu en 1998, et le dernier en 2006. Les lanceurs étaient préparés dans le port de Mourmansk.